# Johnny Leverón
Johnny Harold Leverón Uclés (Yoro (cidade), 7 de fevereiro de 1990) é um futebolista profissional hondurenho que atua como meia, atualmente defende o Correcaminos UAT.

## Carreira
Johnny Leverón fez parte do elenco da Seleção Hondurenha de Futebol nas Olimpíadas de 2012.